# بیل هارت (بازیکن فوتبال)
بیل هارت (انگلیسی: Bill Hart; ۱ آوریل ۱۹۲۳ – مارس ۱۹۹۰ (aged 66)) بازیکن فوتبال اهل بریتانیا بود.
از باشگاه‌هایی که در آن بازی کرده‌است می‌توان به باشگاه فوتبال چسترفیلد و باشگاه فوتبال برادفورد سیتی اشاره کرد.